# Référendums aux Îles Marshall
Les référendums d'initiative parlementaire ou populaire sont possibles aux Îles Marshall, dont la constitution organise le cadre légal de cette forme de démocratie directe.

## Référendums d'initiative populaire
La Constitution des Îles Marshall de 1979, amendée en 1995, permet à la population de mettre en œuvre des référendums d'origine populaire visant à convoquer une convention constitutionnelle chargée d'étudier la ou les propositions d'amendements de la constitution proposées. 
En accord avec la section 2 de la constitution, les signatures d'au moins 25 % de l'ensemble des électeurs inscrits sur les listes électorales doivent pour cela être réunies. En 2015, un total de 44 588 électeurs étaient inscrits sur les listes, ce qui équivaut à un seuil d'un peu plus de 11 000 signatures. En pratique, ce nombre est cependant plus élevé pour pallier le nombre variable de signatures invalides ou en double,.

## Conditions de validité
Le référendum, dont le résultat est contraignant, n'est pas soumis à des conditions de validité telle qu'une majorité qualifiée ou un quorum de participation. La majorité absolue suffit.